# Katedra w Uppsali

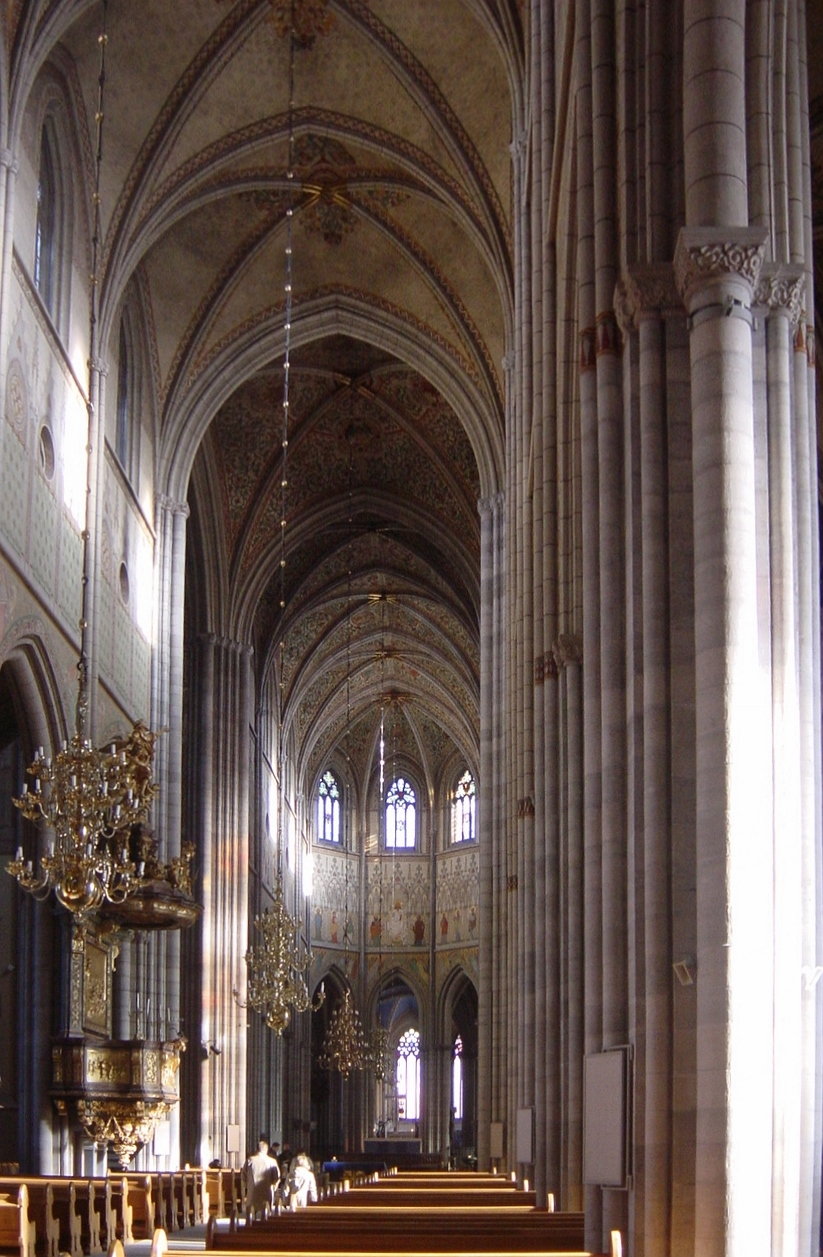
Wnętrze katedry

Katedra w Uppsali (szw. Uppsala domkyrka) – protestancka katedra zbudowana w stylu gotyckim. Kilkakrotnie przebudowywana i w XIX wieku zregotycyzowana. Architektura świątyni łączy formy nadbałtyckiego gotyku ceglanego i francuskiego gotyku katedralnego. Służy ona za kościół katedralny arcybiskupów Uppsali, kościół parafialny miejscowej parafii katedralnej, a także narodowe sanktuarium królestwa Szwecji (szw. rikshelgedom). W roku 1435 została oddana pod patronat św. Eryka, Olafa oraz Wawrzyńca.
Katedra ma status zabytku sakralnego według rozdz. 4 Kulturminneslagen (pol. Prawo o pamiątkach kultury) ponieważ została wzniesiona do końca 1939 (3 §).
Katedra w Uppsali jest największą budowlą sakralną Skandynawii: ma 118,7 metrów długości, taka sama jest wysokość obu zachodnich wież, szerokość katedry wynosi 45 m. W jednej z wież umieszczone są dwa dzwony pochodzące z Polski (zrabowane w 1703 podczas wojny północnej), jeden z nich jest aktualnie największym dzwonem kościelnym w Szwecji – tzw. Thornan (zrabowany z toruńskiego Kościoła Św. Jakuba). Ponad południowym portalem znajduje się największy witraż Szwecji – Okno Syna (szw. Sonens Fönster), o powierzchni 119 m².
Katedra była miejscem koronacji wielu królów i królowych Szwecji. Koronacje przeprowadzano tutaj od średniowiecza do końca XVII wieku.

## Historia
Około 1270 w Östra Aros rozpoczęto budowę nowej, dużej katedry. Miała ona zastąpić starą, zniszczoną przez pożar katedrę w położonej w odległości ok. 3 km Gamla Uppsala. Z tego powodu postanowiono zmienić nazwę miejscowości z Östra Aros na Uppsala.
W poszukiwaniu mistrza murarskiego arcybiskup Uppsali udał się do Paryża, gdzie za poradą miejscowego burmistrza wynajął Étienne’a de Bonneuil, zatrudnionego wcześniej przy budowie paryskiej katedry Notre-Dame. Ok. 1287 de Bonneuil wraz z 20 współpracownikami udał się do Szwecji a koszty ich podróży zostały pokryte ze składek szwedzkich studentów studiujących w Paryżu. Projekt de Bonneuila zakładał budowlę w stylu francuskim, z parą wysokich wież od strony zachodniej. Budowę katedry rozpoczęto z wykorzystaniem kamienia, ponieważ jednak import jego okazał się zbyt kosztowny, roboty budowlane kontynuowano z użyciem tańszej cegły. Pozostałością tamtego etapu budowy jest prawdopodobnie portal północny. W 1435, po ok. 165 latach budowy, 7 czerwca, w święto Zesłania Ducha Świętego konsekrowano katedrę, choć jej budowa nie była jeszcze ukończona (brakowało wież). W latach 1473, 1572 i 1702 katedrę nawiedziły duże pożary.
Poważnej restauracji katedry dokonano dopiero w latach 1885-93 pod kierownictwem architekta Helgo Zettervalla. Zadanie to zleciła mu kapituła katedralna. Helgo Zettervall w zaproponowanym w 1874 projekcie za punkt wyjścia przyjął francuski późny gotyk a jako materiał budowlany zaproponował cement. W 1876 zmodyfikował projekt, biorąc pod uwagę wzory północnoniemieckiego gotyku ceglanego, jeśli chodzi o zewnętrzny wygląd katedry. Z tego względu jako budulca użył czerwonej cegły maszynowej. W efekcie restauracji katedra otrzymała nowe, neogotyckie wieże, wyższy dach i nowy system przyporowy. Pinakle, nisze i koronkowe szczyty architekt wykonał z cementu, co wzbudziło krytykę. Zmiany wprowadzone przez Zettervalla określano jako “nowe barbarzyństwo”; wnętrze katedry, spokojne i zharmonizowane, nie wzbudziło już takich kontrowersji.
Do końca XIX wieku z północnej wieży obserwował miasto strażnik (szw. Tornpelle). Jego zadaniem było uderzenie w dzwony w przypadku pożaru miasta oraz dawanie sygnału rogiem na każdą pełną godzinę.
W latach 1971–1976, podczas kolejnej restauracji katedry odnowiono malowidła, w pięciu kaplicach wykonano nowoczesne pokrycia ścienne a ołtarz główny otrzymał nową dekorację.

## Wyposażenie

### Skarbiec katedralny
W północnej wieży ulokowano skarbiec katedralny, w którym znajduje się jeden z najpiękniejszych w Europie zbiorów średniowiecznych szat liturgicznych, w tym ubiory arcybiskupów z lat 70. XIII w. i bractw z XV w. oraz pozłacana suknia królowej Małgorzaty I, jedyny zachowany na świecie średniowieczny strój paradny.
Inne eksponaty przechowywane w skarbcu to m.in. szaty, które mieli na sobie Svante Sture oraz jego synowie Nils i Erik, kiedy zostali zamordowani na zamku w Uppsali w 1567, poza tym złoty kielich królowej Krystyny, miecz Gustawa I Wazy i szpada Jana III Wazy.

### Grobowce
We wnętrzu katedry znajdują się groby wielu ważnych postaci w historii.
- Święty Eryk – król Szwecji w latach 1156–1160. Jego relikwiarz znajduje się za ołtarzem. Domniemane szczątki świętego spoczywają w srebrnej skrzyni. Rocznica męczeńskiej śmierci patrona Szwecji była ważną uroczystością aż do czasów reformacji[9].
- Birger Persson till Finsta – rycerz i pierwszy sędzia Upplandu (szw. lagman) oraz jego żona Ingeborg (zm. 1314) – rodzice Świętej Brygidy. Ich nagrobek jest jednym z najstarszych w katedrze[10].
- Laurentius Petri – protestancki arcybiskup Szwecji, Odnowiciel Kościoła.
- Gustaw I Waza – pierwszy po Unii kalmarskiej król niepodległej Szwecji, panował w latach 1523–1560, wprowadził w Szwecji protestantyzm. Spoczywa on w dawnej kaplicy Mariackiej, w mauzoleum, pomiędzy swymi dwiema żonami. Mauzoleum zaprojektował w latach 70. XVI w. holenderski rzeźbiarz Guillaume Boyers[9].
- Katarzyna saska – pierwsza żona Gustawa I Wazy, królowa Szwecji w latach 1531–1535
- Małgorzata Leijonhufvud – druga żona Gustawa I Wazy, królowa Szwecji w latach 1536–1551
- Katarzyna Stenbock – trzecia żona Gustawa I Wazy, królowa Szwecji w latach 1552–1560
- Jan III Waza – syn Gustawa I Wazy, król Szwecji w latach 1568–1592
- Katarzyna Jagiellonka – pierwsza żona Jana III Wazy, królowa Szwecji w latach 1568–1583. Jej nagrobek znajduje się w jednej z małych kaplic na wschodnim krańcu katedry. Umieszczono nad nim fresk przedstawiający Kraków. Według legendy królową na łożu śmierci przerażała wizja czyśćca. Jednak jej spowiednik rozwiał te obawy mówiąc, iż wizja czyśćca jest kłamstwem wymyślonym przez księży w celu utrzymania wiernych w posłuszeństwie. Berło i korona królowej wystawione są w zakrystii[9]. Autorem nagrobka jest Willem Boy[11]
- Gunilla Bielke – druga żona Jana III Wazy, królowa Szwecji w latach 1585–1592
- Magnus Stenbock – jeden z najważniejszych dowódców Karola XII
- Karol Linneusz – szwedzki przyrodnik
- Emanuel Swedenborg – szwedzki naukowiec, filozof i mistyk
- Nathan Söderblom – arcybiskup Szwecji, laureat Pokojowej Nagrody Nobla

Na posadzce obok pozłacanego relikwiarza świętego Eryka znajduje się kamienna płyta upamiętniająca pobyt Jana Pawła II w Szwecji w 1989 roku.

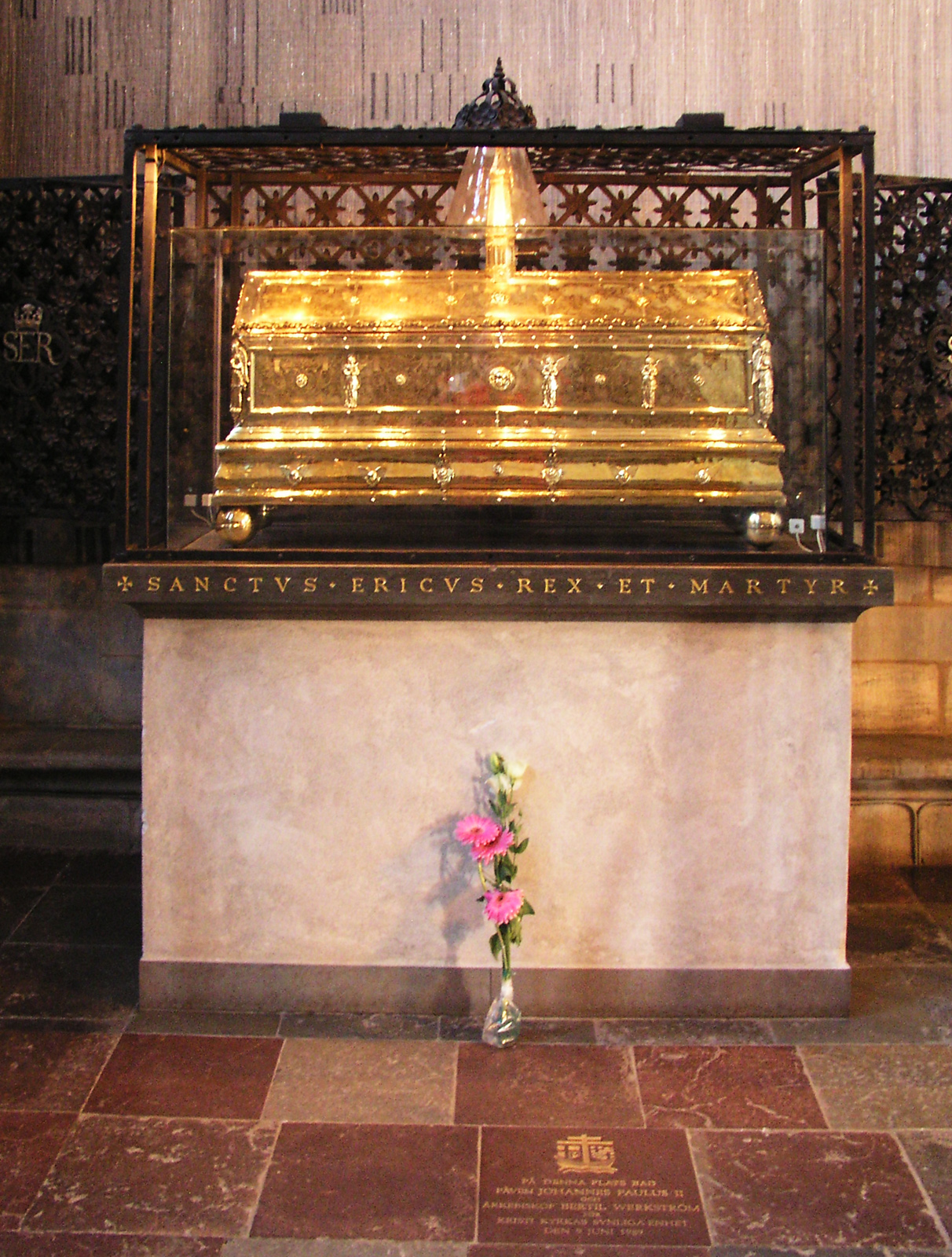
Relikwiarz św. Eryka
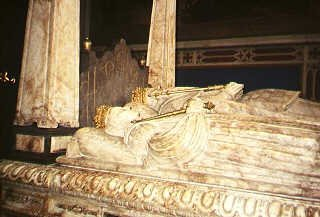
Nagrobek Gustawa I Wazy i jego dwóch żon
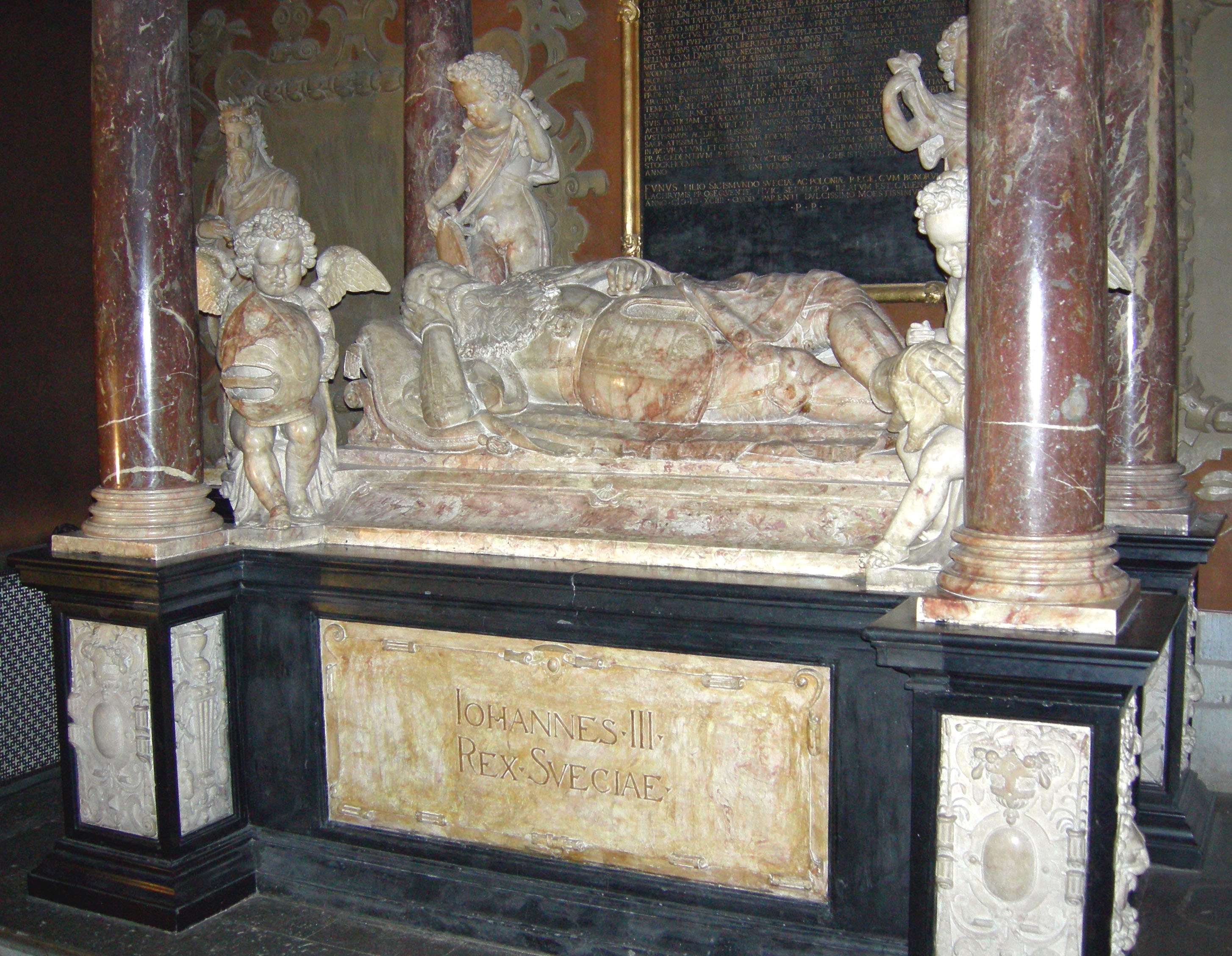
Nagrobek Jana III Wazy
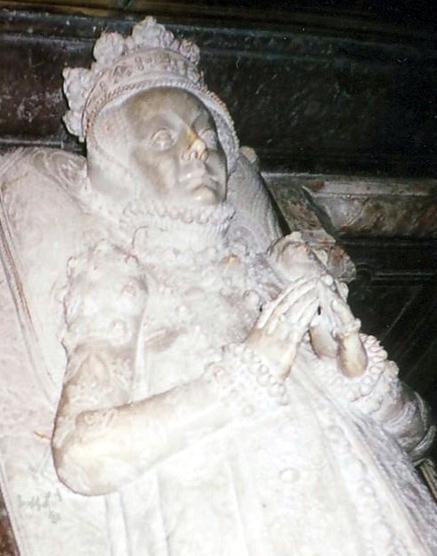
Nagrobek Katarzyny Jagiellonki

## Wygląd katedry na przestrzeni dziejów

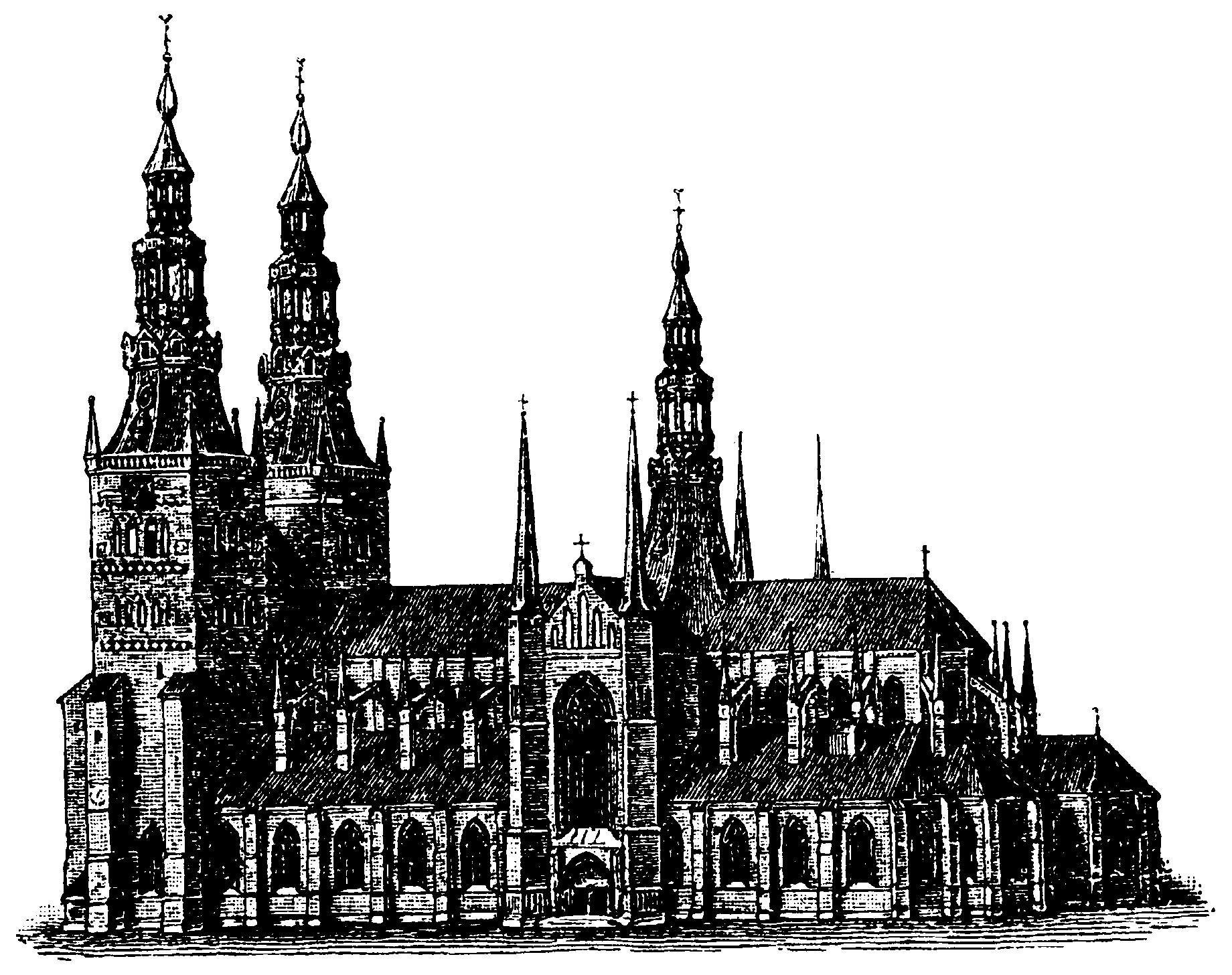
Katedra 1619-1702
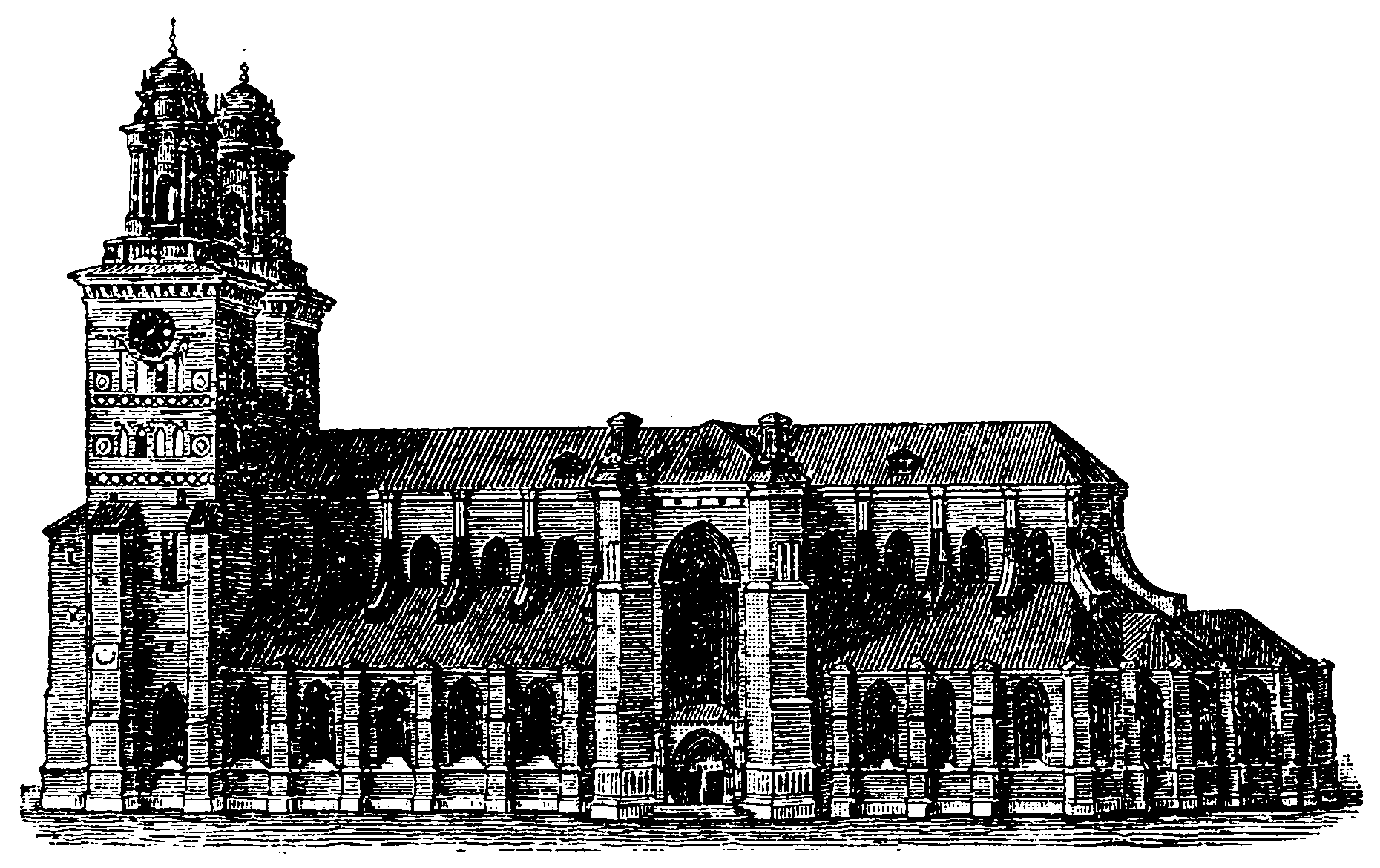
Katedra 1747-1886
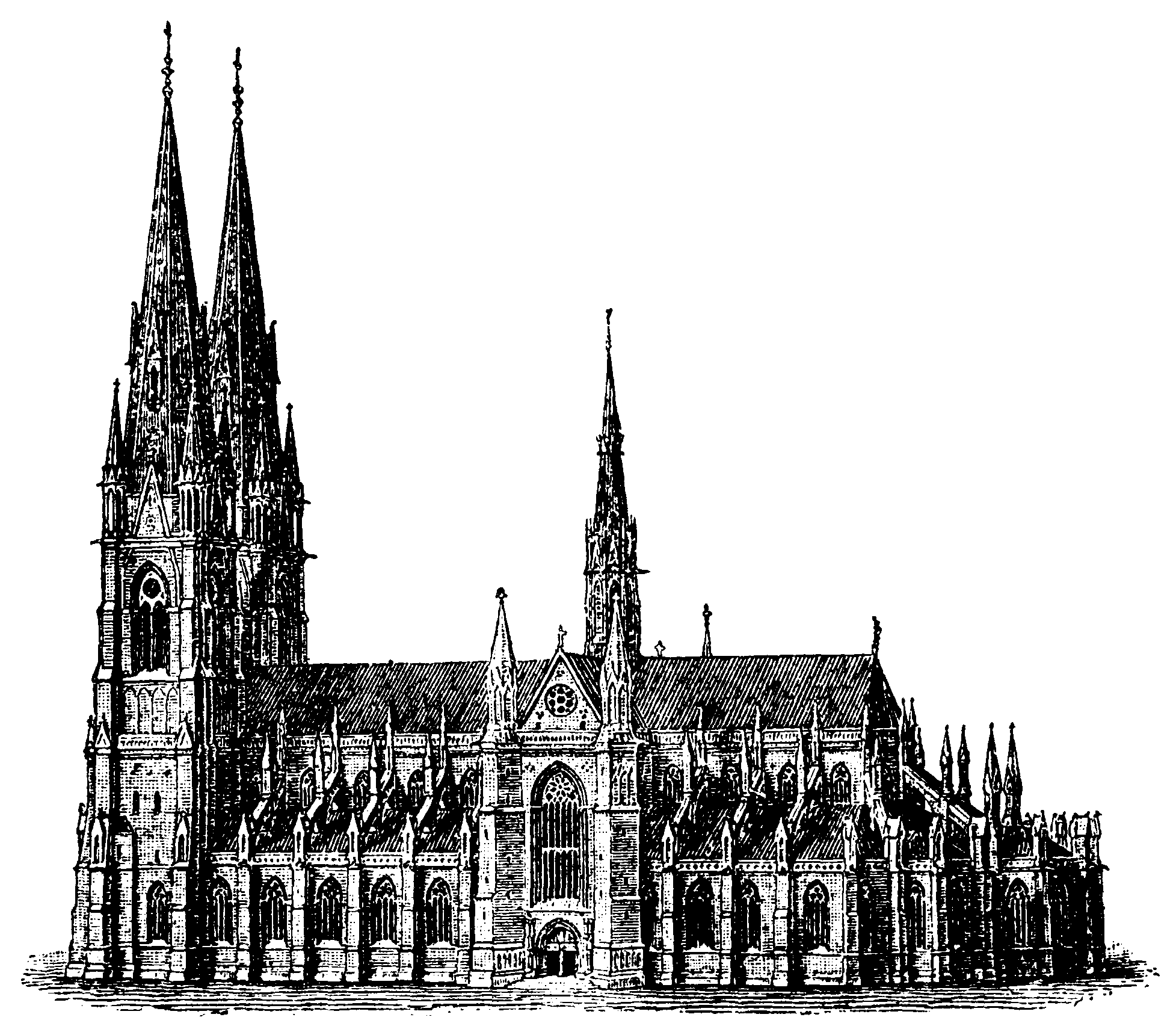
Katedra 1892